# 厉山镇
厉山镇，是中华人民共和国湖北省随州市随县下辖的一个乡镇级行政单位。 厉山站位于厉山镇。

## 行政区划
厉山镇下辖以下地区：
神农社区居民社区、红星社区、星升社区、明华社区、星亮村、王家岗村、同心村、东方村、沙城村、联群村、灯塔村、星旗村、星炬村、双星村、宇宙村、三星村、富足村、勤劳村、北岗村、双寨村、幸福村、车水沟村、狮子口村、海潮寺村、桂家台村、云水街社区、日中街社区和文昌阁社区。